# Darts (band)

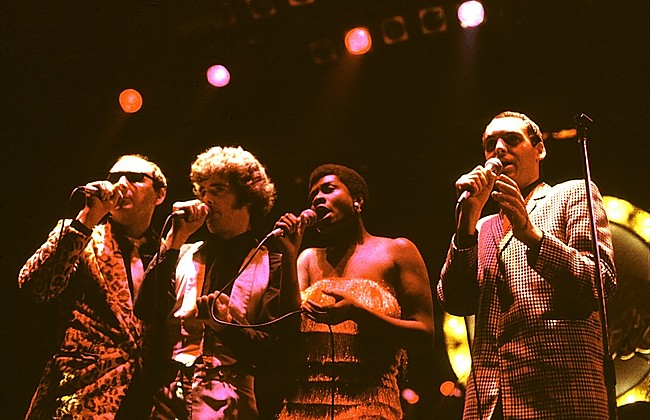
Darts in 1978

Darts was een Britse band, die in 1976 werd opgericht. Darts maakte voornamelijk doowopmuziek in eind jaren 70 en begin jaren 80. Hun eerste grote succes was een mix van de nummers "Daddy Cool" en "The Girl Can't Help It". Al in 1978 verliet zanger Den Hegarty de band, omdat zijn vader ongeneeslijk ziek werd.

## Bandleden
Bij oprichting
- Rita Ray (zang)
- Den Hegarty (zang)
- Griff Fender (zang)
- Bob Fish (zang)
- Horatio Hornblower (saxofoon)
- Thump Thomson (basgitaar)
- John Dummer (drums)
- George Currie (leadgitaar)
- Hammy Howell (piano)

Later
- Kenny Andrews (zang)
- Duncan Kerr (gitaar)
- Keith Gotheridge (drums)
- Rob Davis (gitaar)
- Mike Deacon (keyboards)

## Carrière
De band werd opgericht door Den Hegarty, samen met Griff Fender (Ian Collier), Rita Ray (Lydia Sowa) en Horatio Hornblower (Nigel Trubridge) van de band Rocky Sharpe & the Razors en Iain "Thump" Thomson, George Currie en John Dummer van The John Dummer's Blues Band. De bezetting werd gecompleteerd met William "Hammy" Howell en zanger Bob Fish (ex-Mickey Jupp). Ze speelden in clubs en universiteiten, ofschoon hun doorbraak pas kwam na hun optreden in de show van Charlie Gillet bij de BBC-radio in Londen in oktober 1976. Dit leverde de band een contract op bij Magnet Records, waar ze samenwerkten met producent Tommy Boyce, die eerder The Monkees had geproduceerd. Met het coveren van jaren 50 rock-'n-roll-hits scoorden ze in november 1977 hun eerste VK-hit met een medley van Daddy Cool (The Rays, 1957) en The Girl Can't Help It (Little Richard, 1957). Er volgden meer cover-versies in 1978 met Come Back My Love (The Wrens, 1955) (stond 11 weken in de top 40 en haalde de 4e plek) en The Boy From New York City (The Ad Libs, 1965). Hun volgende single in 1978 was It's Raining, geschreven door Griff Fender. Alle drie bovengenoemde hits haalden de 2e plaats in de Britse charts. Er werden in totaal meer dan 1.25 miljoen exemplaren verkocht.
Na It's Raining in september 1978 verliet Hegarty de band om zijn terminaal zieke vader te verzorgen. Hij werd vervangen door de Amerikaanse zanger Kenny Andrews. Hun laatste hit in 1978 Don't Let It Fade Away, geschreven door George Currie. Get It, geschreven door Horatio Hornblower, volgde begin 1979 en ze coverden ook Duke of Earl (Gene Chandler, 1962), geproduceerd door Roy Wood, de frontman van Wizzard. Dit was hun laatste Britse top 10-hit. Hun andere aanzienlijke hit kwam in 1980 en was een cover van Let's Hang On! van The Four Seasons. Gedurende het jaar verlieten Currie, Fish en Dummer de band en voor hen in de plaats kwamen Duncan Kerr (gitaar), Keith Gotheridge (drums), beiden oprichters van Plummet Airlines en Rob Davis (gitaar, ex-Mud) die slechts kort bij de band bleven, voordat ze overgingen naar het schrijven van songs en productiewerk. Een ander later lid was Mike Deacon (keyboards, ex-Suzi Quatro). Eind 1980 waren hun hits uitgeput en in 1983 begonnen ze theaterwerk te doen en traden ze op in de theater-productie Yakety Yak.
In 1979 werd Hegarty tv-presentator, eerst bij de muziekshow Alright Now in Newcastle upon Tyne en later als teamlid van het kinderprogramma Tiswas. In 1985 waren Fender en Ray managers en producenten van de a capella meidengroep The Mint Juleps, die twee bescheiden charthits scoorden met Only Love Can Break Your Heart (1986) van Neil Young en Every Kinda People (1987) van Robert Palmer).
De band stond in de top 500-verkooplijst van het Guinness Book of British Hit Singles.
De band kwam in 2006 samen voor nu en dan voorkomende optredens, die stelselmatig waren uitverkocht.

## Discografie

### Singles
De hieronder genoemde plaatsen zijn hoogst bereikte plaatsen in de UK Singles Chart.
- 1977: Daddy Cool/The Girl Can't Help It (#6)
- 1978: Come Back My Love (#2)
- 1978: Boy From New York City (#2)
- 1978: It's Raining 1978 (#2)
- 1978: Don't Let It Fade Away (#18)
- 1979: Get It (#10)
- 1979: Duke Of Earl (#6)
- 1979: Can't Get Enough Of Your Love (#43)
- 1979: Reet petite (#51)
- 1980: Let's Hang On (#11)
- 1980: Peaches (#66)
- 1980: White Christmas/She-Boom (Life Could Be A Dream) (#48)
- 1981:	Jump Children Jump
- 1983:	The Mystery of Ragoula
- 1983: Lorraine
- 1983: Yakety Yak EP
- 1983: Can't Teach a Fool
- 1984: Groovin
- 1984: Blow Away
- 1985: Hold Me Down

### Albums
De hieronder genoemde plaatsen zijn hoogst bereikte plaatsen in de UK Albums Chart.
- 1977: Darts (Magnet Records, #9)
- 1978: Everyone Plays Darts (Magnet Records, #12)
- 1978: The Amazing Darts (Magnet Records/K-Tel, #8)
- 1979: Dart Attack (Magnet Records, #38)
- 1980: Darts Greatest Hits (Magnet Records)
- 1981: Darts Across America (Kat Family (alleen VS))
- 1983: Darts In Yakety Yak, Four Great Songs From The Show (Choice Cuts Pig (4-track EP)
- 1984: Darts (6-track EP) (Scoop)
- 2005: Darts The Platinum Collection, (Warner Platinum)
- 2006: Darts Double Top, The Very Best Of  (2 CD) (Warner Platinum)
- 2011: Darts (CD with 6 bonus tracks) (Drumfire)
- 2011: Everyone Plays Darts (CD met 5 bonus tracks) (Drumfire)
- 2011: Dart Attack (CD met 5 bonus tracks) (Drumfire)
- 2011: The Amazing Darts (20 track CD) (Drumfire)
- 2013: Darts The Magnet Singles Collection (7ts Glam)
- 2015: Darts The Complete Collection, (6-CD box set) (Edsel)

### NPO Radio 2 Top 2000
| Nummer met noteringen in de NPO Radio 2 Top 2000 | '99  | '00  | '01  | '02  |
| ------------------------------------------------ | ---- | ---- | ---- | ---- |
| Come Back My Love                                | 1690 | 1368 | 1528 | 1928 |

1. ↑  Een vetgedrukt getal geeft de hoogste notering aan.
2. ↑  Deze tabel is bijgewerkt tot en met de laatste editie (2024).